# Saturn V Dynamic Test Stand
Der Saturn V Dynamic Test Stand ist ein 111 m hohes Gebäude auf dem Gelände des Marshall Space Flight Center in Huntsville, Alabama.
Das Gebäude wurde im Jahr 1964 errichtet, um strukturelle und mechanische Tests an den Saturn V-Raketen durchführen zu können. Hierzu verfügt das Gebäude über einen Kran, um die einzelnen Stufen einer Saturn-V-Rakete ins Innere hieven zu können, sowie eine bewegliche Plattform im Innern, die Vibrationen wie bei einem echten Flug simulieren kann.
Neben der Saturn V wurde hier auch das Space Shuttle auf seine strukturellen Eigenschaften getestet und sowohl die Pathfinder als auch die Enterprise (Raumfähre) befanden sich zeitweise hier.
Das Gebäude ist seit 1985 als National Historic Landmark im National Register of Historic Places eingetragen.